# Ducado de Monteleón
El ducado de Monteleón es un título nobiliario español creado inicialmente como título del Reino de Nápoles por Carlos I de España el 29 de marzo de 1527 con la denominación de ducato di Monteleone a favor de Ettore I Pignatelli, i conde de Monteleone (1506), i conde de Borrello y barón de Cinquenfronda (1520) y i barón de Trentola (1527). Fue concedido con Grandeza de España, que fue confirmada en 1613.
Fue rehabilitado como título del Reino de España y con la Grandeza asignada inicialmente el 23 de febrero de 1893 por la reina María Cristina de Habsburgo, madre y regente del rey Alfonso XIII de España, con la denominación actual, a favor de María del Rosario Pérez de Barradas y Fernández de Córdova, i duquesa de Monteleón de Castilblanco, xiii marquesa de Peñaflor y ii marquesa de Bay. Debido a que María del Rosario Pérez de Barradas rehabilitó el título por afinidad, sin tener parentesco con el primer poseedor de la merced, le fue retirado, y en 1928 volvió a la familia Pignatelli por real carta de sucesión, hasta 1968 cuando, tras la muerte sin sucesión del xvi duque, el título recayó en la familia Llanza, a quien también fue retirado en 1996 por mejor derecho del actual duque, José María Pignatelli de Aragón y Burgos.
Su denominación hace referencia a la localidad italiana de Monteleone di Puglia, en provincia de Foggia (región de Puglia).

## Lista de titulares
|                               | Titular                                                    | Periodo                     |
| Creación por Carlos I         | Creación por Carlos I                                      | Creación por Carlos I       |
| Título del Reino de Nápoles   | Título del Reino de Nápoles                                | Título del Reino de Nápoles |
| ----------------------------- | ---------------------------------------------------------- | --------------------------- |
| i                             | Ettore I Pignatelli                                        | 1527-1536                   |
| ii                            | Ettore II Pignatelli                                       | 1536-1579                   |
| iii                           | Camillo Pignatelli                                         | 1579-1583                   |
| iv                            | Ettore Pignatelli y Colonna                                | 1583-1621                   |
| v                             | Girolama Pignatelli y Caracciolo                           | 1621-1667                   |
| vi                            | Ettore Pignatelli y Pignatelli                             | 1667-1674                   |
| vii                           | Andrea Fabrizio de Aragón Pignatelli Cortés                | 1674-1677                   |
| viii                          | Giovanna Pignatelli d’Aragona                              | 1677-1707                   |
| ix                            | Giacomo Pignatelli de Aragón Cortés                        | 1707-1750                   |
| x                             | Frabrizio Mattia Pignatelli de Aragón Cortés               | 1750-1763                   |
| xi                            | Ettore Pignatelli de Aragón Cortés                         | 1763-1800                   |
| xii                           | Giacomo Maria Pignatelli de Aragón Cortés                  | 1800-1818                   |
| xiii                          | Giuseppe Pignatelli de Aragón Cortés                       | 1818-1859                   |
| xiv                           | Giacomo Pignatelli de Aragón Cortés                        | 1859-1880                   |
| xv                            | Antonio Pignatelli de Aragón Cortés                        | 1880-                       |
| Título del Reino de España    |                                                            |                             |
| Rehabilitado por Alfonso XIII |                                                            |                             |
| xvi                           | María del Rosario Pérez de Barradas y Fernández de Córdova | 1893-1928                   |
| xvii                          | Sosthenes Pignatelli de Aragón y Padilla                   | 1928-1968                   |
| xviii                         | Carlos de Llanza y Domecq                                  | 1968-1996                   |
| xix                           | José María Pignatelli de Aragón y Burgos                   | 1996-actual titular         |

## Duques de Monteleone (en Nápoles)

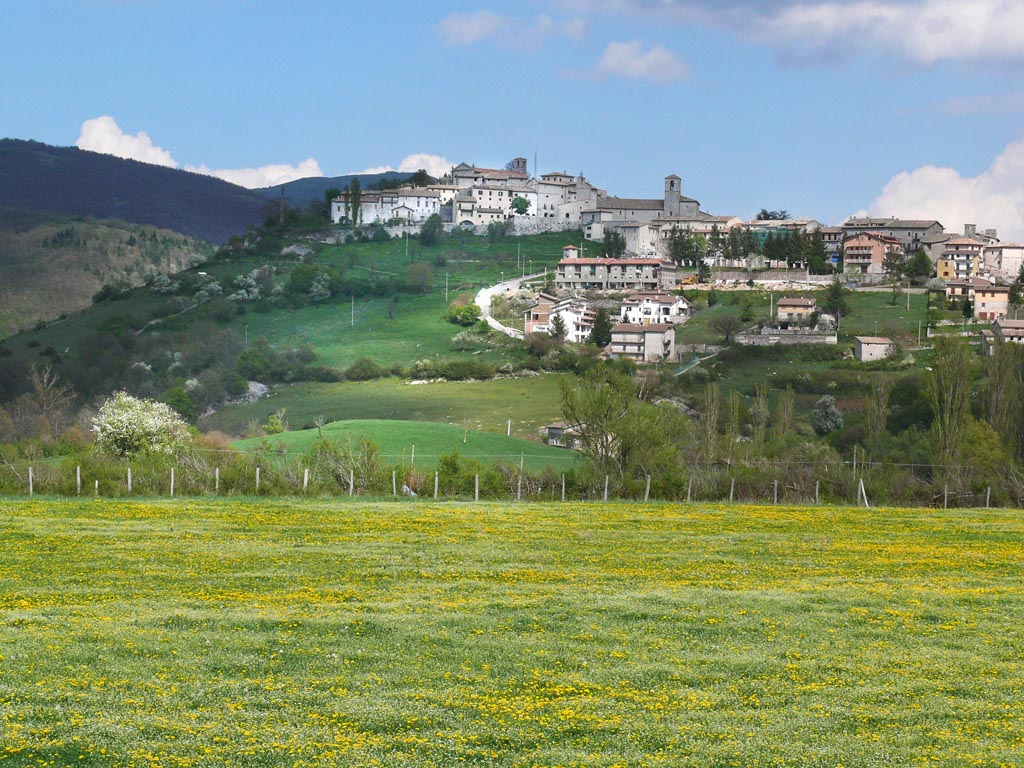
Vista del municipio de Monteleone di Puglia (Italia), al que hace referencia el título nobiliario.

El progenitor de los condes y duques de Monteleone fue Carlo Pignatelli (1421-1476), señor de Monticello (1466), y de Mottola, Giugliano, Trentola, Maranola, Montecalvo, Corsano, Caposele y Pietrapiccola. Casado con Marcella Offieri, hija de Nicola Offieri, patricio napolitano, y de Giuglia Coppola, fueron padres de:
- Ettore I Pignatelli (m. Nápoles, 4 de marzo de 1536),[4] i conde de Monteleone (1506) y i duque de Monteleone (1527), señor de numerosos lugares,[B] i conde de Borrello y barón de Cinquenfronda (1520), i barón de Trentola (1527), consejero real de Federico I de Nápoles, consejero real y chambelán de Fernando II de Aragón (1506), virrey de Sicilia (1517 y 1534) y personaje al servicio del emperador Carlos V del Sacro Imperio Romano Germánico.[2]

1. Casó en Nápoles en 1477 con Ippolita Gesualdo (n. Nápoles, 1459/60 - Palermo, 1531), hija de Sansone II Gesualdo, conde de Conza y de Constanza de Capua. Le sucedió su nieto:[C]

- Ettore II Pignatelli (m. Nápoles, 21 de enero de 1569),[1] ii duque de Monteleone, iii conde de Borrello y barón de Cinquefronde, barón de Marsa (en Malta),[2] condestable y gran almirante del Reino de Sicilia, consejero de Estado y Guerra (1553).[4]

1. Casó primera vez bajo capitulaciones otorgadas el 29 de octubre de 1531 con Diana Folch de Cardona y Gonzaga, baronesa de Caronia y señora de Marsa, hija de Pedro Folch de Cardona y Ventimiglia, ii conde de Collesano, señor de las baronías de Caronia y Naso, y de su segunda mujer, Susana Gonzaga, de los i señores de Sabbioneta.[2][4]
2. Casó segunda vez en Nápoles el 17 de noviembre de 1541 con Emilia Ventimiglia (m. 2 de diciembre de 1574), hija de Enrique Ventimiglia y Chiaramonte, iii marqués de Geraci, y de Leonor de Cardona y Ventimiglia. Con descendencia de ambos matrimonios, sucedió el hijo del primero:[4]

- Camillo Pignatelli (m. Monteleone, 28 de marzo de 1583),[1] iii duque de Monteleone, ii marqués de Caronia (1544), iv conde de Borrello, barón de Cinquefronde y de Marsa, fundador de la iglesia de Santa Maria della Speranza de Nápoles.[2]

1. Casó el 1 de junio de 1559 con Girolama Colonna, hija de Ascanio I Colonna, ii duque de Paliano, ii conde de Tagliacozzo, gran condestable del Reino de Nápoles, y de Juana de Aragón y Cardona, hija de los i duques de Montalto. Le sucedió su hijo:[2]

- Ettore III Pignatelli y Colonna (Nápoles, 28 de octubre de 1574[2] - Madrid, 4 de agosto de 1622),[5] iv duque de Monteleone, v conde de Borrello, barón de Cinquefronde y de Marsa, i conde de Briatico (1598), iii marqués de Caronia, virrey de Cataluña (1603-1610), embajador de Francia, ayo y mayordomo mayor de Ana de Austria, y consejero de Estado,[2][5]

1. Casó con Caterina Caracciolo (19 de agosto de 1573 - Nápoles, 23 de agosto de 1622), vi condesa de Sant'Angelo dei Lombarda, hija y heredera de Carlo Caracciolo, iv conde de Sant'Angelo, señor de Carbonara, Monticchio y Cerignola, y de Ana de Mendoza y Alarcón, hija de los marqueses de Valle Siciliana. En 1621 renunció a sus títulos en favor de su hija:[2]

- Girolama Pignatelli y Caracciolo (Nápoles, 7 de noviembre de 1599 - Monteleone, 24 de septiembre de 1667),[1] v duquesa de Monteleone, vii condesa de Borrello,[D] ii condesa de Briatico, iv marquesa de Caronia, baronesa de la Marsa, grande de España personal (1621-1625[E]).[2]

1. Casó en Nápoles el 24 de marzo de 1615 con Fabrizio II Pignatelli (Nápoles, 24 de mayo de 1604 - Monteleone, 11 de febrero de 1664), iii príncipe de Noya,[2] grande de España, v marqués de Cerchiara y virrey de Aragón (1654-1657) y caballero de la Orden del Toisón de Oro (1659), hijo de Giuglio Pignatelli y Sangro, ii príncipe de Noya y iv marqués de Cerchiara, y de su prima y primera mujer, Zenobia Pignatelli y Caracciolo. Le sucedió su hijo:[4]

- Ettore Pignatelli y Pignatelli (Senise, 14 de junio de 1620 - Madrid, 8 de marzo de 1674),[1] vi duque de Monteleone, iv príncipe di Noya, iv marqués de Cerchiara y v de Caronia, ix conde de Borrello, gran camarlengo de Nápoles, gran almirante y condestable de Sicilia, virrey de Aragón (1668) y caballero de la Orden del Toisón de Oro (1670).[4]

1. Casó en Palermo el 15 de junio de 1639 con Giovanna Tagliavia d’Aragona (Mesina, 12 de septiembre de 1619 - Madrid, 8 de mayo de 1692), v duquesa de Terranova, princesa del Sacro Romano Imperio y v de Castelvetrano, vi marquesa de Ávola, vi de Favara y vi del Valle de Oaxaca, v condesa de Borghetto, xv baronesa de Birribaida, xx de Belice, xviii de Petra Belice, xv de Sant' Angelo di Muxiaro, xvi de Baccarasi, ii de Casteltermini, xv de Guastanella, y iv señora de Montedoro. Hija de Giacomo Tagliavia d’Aragona (1596-1663) iv duquesa de Terranova, iv príncipe de Castelvetrano y del Sacro Romano Imperio, v marqués de Ávola y v de Favara, iv conde de Borghetto, caballero de la Orden de Santiago (1619) y del Toisón de Oro (1653), y de Estefanía Carrillo de Mendoza y Cortés (1595-1653), v marquesa del Valle de Oaxaca.[4] Le sucedió su hijo:

- Andrea Fabrizio de Aragón Pignatelli Cortés (Castelvetrano, 1650 – 27 de julio de 1677),[1] vii duque de Monteleone, v duque de Terranova, príncipe del Sacro Romano Imperio, iv de Castelvetrano y v de Noja, caballero de la Orden del Toisón de Oro (1675).[4]

1. Casó con Teresa Pimentel y Benavides (n. Madrid), hija de Antonio Alonso Pimentel de Quiñones y Herrera-Zúñiga, xi conde y viii duque de Benavente, xi conde de Mayorga y ix conde de Luna, y de su primera mujer, Isabel Francisca de Benavides y de la Cueva, iv marquesa de Villa Real de Purullena, iii marquesa de Jabalquinto.[4]

- Giovanna Pignatelli d’Aragona (m. 22 de junio de 1707),[1] viii duquesa de Monteleone, vi de Terranova, princesa del Sacro Romano Imperio, vi de Castelvetrano y vi de Noya, viii marquesa de Ávola, vii de Caronia, viii de Cerchiara, vii de Favara y viii del Valle de Oaxaca, xi condesa de Borrello y vi de Borghetto, xvi baronesa de Birribaida, xxi de Belice, xix de Petra Belice, xvi de Sant' Angelo di Muxiaro, xvii de Baccarasi, iii de Casteltermini, xvi de Guastanella y xii de Caronia, y v señora de Montedoro.[4]

1. Casó en Madrid (San Martín) el 23 de febrero de 1679[6] con su tío Niccolò Pignatelli d'Aragona (Cerchiara, 23 de agosto de 1648 - Nápoles, 22 de junio de 1739), GE, virrey de Cerdeña (1687-1690), gran condestable y gran almirante de Sicilia, mayordomo mayor de la reina Mariana de Neoburgo y caballero de la Orden del Toisón de Oro (1681),[4] hijo de Giulio Pignatelli, ii príncipe de Noja y marqués de Cerchiara, y de su tercera mujer, Beatrice Carafa de Capua.[7][4]

- Giacomo (Diego) Pignatelli de Aragón Cortés (Madrid, 21 de enero de 1687 - Palermo, 28 de noviembre de 1750),[1] ix duque de Monteleone y vii de Terranova, príncipe del Sacro Romano Imperio, vii de Castelvetrano y vii de Noya, ix marqués de Ávola, viii de Favara y ix del Valle de Oaxaca, xii conde de Borrello y vii de Borghetto, xvii barón de Birribaida, xxii de Belice, xx de Petra Belice, xvii de Sant' Angelo di Muxiaro, xviii de Baccarasi, iv de Casteltermini, xvii de Guastanella y xiii de Caronia y vi señor de Montedoro y caballero de la Orden del Toisón de Oro (1731).[4]

1. Casó primera vez en Nápoles el 13 de julio de 1713 con Ana Maria Caracciolo (Nápoles, 17 de marzo de 1691 - Cerchiara, 13 de octubre de 1715), hija de Marino Francisco Caracciolo, v príncipe de Avellino, grande de España y caballero del Toisón de Oro (1694), y de Antonia Spínola Colonna, hija de Pablo Spínola Doria, iii marqués de los Balbases; con sucesión.[4]
2. Casó segunda vez en Nápoles el 15 de mayo de 1717 con Margherita Pignatelli y Capua (Nápoles, 8 de septiembre de 1698 - 25 de octubre de 1774), v duquesa de Bellosguardo, señora de Amendolara y de Casalnovo, hija de Jacopo Pignatelli, iii duque de Bellosguardo, y de su segunda mujer, Ana Maria de Capua; con sucesión. Le sucedió el hijo de su primer matrimonio:[4]

- Frabrizio Mattia Pignatelli de Aragón Cortés (Nápoles, 24 de febrero de 1718 - 28 de septiembre de 1763),[1] x duque de Monteleone y viii de Terranova, príncipe del Sacro Romano Imperio, viii de Castelvetrano y viii de Noya, x marqués de Ávola, ix de Caronia, x de Cerchiara, ix de Favara y x del Valle de Oaxaca, xiii conde de Borrello y viii de Borghetto, xviii barón de Birribaida, xxiii de Belice, xxi de Petra Belice, xviii de Sant' Angelo di Muxiaro, xix de Baccarasi, v de Casteltermini, xviii de Guastanella y xiv de Caronia y vii señor de Montedoro.[4]

1. Casó en Nápoles el 20 de febrero de 1735 con Constanza de Médicis y Caetani (Nápoles, 1717 - 8 de septiembre de 1763), hija de Giuseppe Maria de Médicis y Acquaviva, iv príncipe de Ottaiano y ii duque de Sarno, grande de España, y de Ana Caetani y Barberini; sucedió su hijo:[4]

- Ettore Pignatelli de Aragón Cortés (Monteleone, 28 de septiembre de 1742 - Nápoles, 27 de febrero de 1800), xi duque de Monteleone, y ix de Terranova, príncipe del Sacro Romano Imperio, ix de Castelvetrano y ix de Noya, xi marqués de Ávola, x de Caronia, xi de Cerchiara, x de Favara y xi del Valle de Oaxaca, xiv conde de Borrello y ix de Borghetto, xix barón de Birribaida, xxiv de Belice, xxii de Petra Belice, xix de Sant' Angelo di Muxiaro, xx de Baccarasi, vi de Casteltermini, xix de Guastanella y xv de Caronia, señor de Amendolara, viii señor de Montedoro y v de San Giovanni.[4]

1. Casó en Nápoles el 15 de diciembre de 1767 con Ana Maria Piccolomini (Palermo, 8 de marzo de 1748 - Barra, 29 de junio de 1802), vii princesa del Valle y x de Maida, xiii duquesa de Amalfi, vii de Lacconia, vi de Girifalco y de Orta, ix marquesa de Montesoro y vi de Gioiosa, y vii condesa de Celano, hija de Pompeo Piccolomini y Colonna, v príncipe del Valle, xi duque de Amalfi y v de Lacconia, vii marqués de Motesoro y v conde de Celano, y de Margherita Caracciolo del Leone, v duquesa de Girifalco y de Orta y v marquesa de Gioiosa. Sucedió su hijo:[4]

- Giacomo Maria Pignatelli de Aragón Cortés (Nápoles, 12 de enero de 1774 -  14 de enero de 1818), xii duque de Monteleone,[1] x de Terranova, príncipe del Sacro Romano Imperio, x de Castelvetrano y x de Noya, vii duque de Bellosguardo, xii marqués de Ávola, xi de Caronia, xiii de Cerchiara, xi de Favara y xii del Valle de Oaxaca, xvi conde de Borrello y x de Borghetto, xx barón de Birribaida, xxv de Belice, xxiii de Petra Belice, xx de Sant' Angelo di Muxiaro, xxi de Baccarasi, vii de Casteltermini, xx de Guastanella y xvi de Caronia, señor de Amendolara, ix señor de Montedoro y vi de San Giovanni.[4]

1. Casó en Nápoles el 9 de septiembre de 1793 con Maria Carmela Caracciolo y Ruffo (Nápoles, 10 de julio de 1773 - Palermo, 3 de junio de 1832), hija de Giuseppe Litterio Caracciolo y Ruffo, iii príncipe de Atena, x marqués de Brienza, y de su segunda mujer, Sofia Ruffo di Bagnara. Sucedió su hijo:[4]

- Giuseppe Pignatelli de Aragón Cortés (m. 25 de septiembre de 1859), xiii duque de Monteleone,[1] xi de Terranova, príncipe del Sacro Romano Imperio, xi de Castelvetrano y xi de Noya, viii duque de Bellosguardo, xiii marqués de Ávola, xii de Caronia, xiii de Cerchiara, xii de Favara y xiii del Valle de Oaxaca, xvii conde de Borrello y xi de Borghetto, xxi barón de Birribaida, xxvi de Belice, xxiv de Petra Belice, xxi de Sant' Angelo di Muxiaro, xxii de Baccarasi, viii de Casteltermini, xxi de Guastanella y xvii de Caronia, señor de Amendolara, x señor de Montedoro y vii de San Giovanni.[4]

1. Casó en Palermo el 6 de octubre de 1817 con su prima hermana Bianca Lucchesi Palli (Palermo, 14 de agosto de 1801 - 8 de noviembre de 1884), hija de Antonio Lucchesi Palli y Filingeri, vii príncipe de Campo Franco, y de Ana Maria Francesca di Paula Pignatelli y Piccolomini. Sucedió su hijo:[4]

- Giacomo Pignatelli de Aragón Cortés (Palermo, 26 de noviembre de 1823 - Nápoles, m. 9 de marzo de 1880), xiv duque de Monteleone,[1] xii de Terranova, príncipe del Sacro Romano Imperio, xii de Castelvetrano y xii de Noya, ix duque de Bellosguardo, xiv marqués de Ávola, xiii de Caronia, xiv de Cerchiara y xiii de Favara, xviii conde de Borrello y xii de Borghetto, xxii barón de Birribaida, xxvii de Belice, xxv de Petra Belice, xxii de Sant' Angelo di Muxiaro, xxiii de Baccarasi, ix de Casteltermini, xxii de Guastanella y xviii de Caronia, señor de Amendolara, xi señor de Montedoro y viii de San Giovanni.[4]

1. Casó en Nápoles el 7 de mayo de 1845 con Giuglia Cattaneo della Volta (Palermo, 1 de diciembre de 1828 - 12 de julio de 1896), hija de Domenico Cattaneo della Volta, iii duque de Casalmaggiore, y de su prima Teresa Cattaneo della Volta. Sin descendencia, le sucedió su hermano:[4]

- Antonio Pignatelli de Aragón Cortés (Palermo, 14 de abril de 1827 - Portici, 3 de junio de 1881), xv duque de Monteleone,[1] xiii de Terranova, príncipe del Sacro Romano Imperio, xiii de Castelvetrano, xiii de Noya, xi de Valle Reale y xiv de Maida, x duque de Bellosguardo, xi de Laconia y x de Girifalco y de Orta, xv marqués de Ávola, xiv de Caronia, xv de Cerchiara y xiv de Favara, xi de Gioiosa y xiii de Montesoro, xix conde de Borrello y xiii de Borghetto, xi de Celano, xxiii barón de Birribaida, xxviii de Belice, xxvi de Petra Belice, xxiii de Sant' Angelo di Muxiaro, xxiv de Baccarasi, x de Casteltermini, xxiii de Guastanella y xix de Caronia, señor de Amendolara, xii señor de Montedoro y ix de San Giovanni.[4]

1. Casó en Palermo el 15 de agosto de 1859 con Marianna Fardella (Trapani, 3 de diciembre de 1829 - Nápoles, 20 de agosto de 1893), hija del conde Federico Fardella y de Giovanna Sicomo. Aunque tuvo descendencia, es el último duque de Monteleone reconocido.[1][F]

## Duques de Monteleón (en España)
- María del Rosario Pérez de Barradas y Fernández de Córdova (Écija, 30 de agosto de 1855 - San Sebastián, 1 de diciembre de 1943),[8] xvi duquesa de Monteleón,[1] i duquesa de Monteleón de Castilblanco (vitalicio), xiii marquesa de Peñaflor, ii marquesa de Bay, hija de Juan Bautista Pérez de Barradas y Bernuy (1830-1891), x marqués de Peñaflor, vi marqués de Cortes de Graena y viii marqués de Quintana de las Torres, y de María Teresa Fernández de Córdova y González de Aguilar.[9]

1. Casó con Manuel Mariátegui y Vinyals (Madrid, 24 de mayo de 1842 - 28 de enero de 1905),[10] vii conde de San Bernardo (por cesión de Antonio Aguilar y Correa),[10] hijo del político y comerciante Luis Mariátegui Vasallo (1814-1866)[11] y de Zenobia Vinyals y Bargés (hijastra de Leopoldo O'Donnell).[8] Le sucedió por ejecución de sentencia (R. O. de 23 de mayo de 1928):[1]

- Sósthenes Pignatelli de Aragón Cortés (Biarritz, 25 de mayo de 1873 - Glion, 29 de octubre de 1939),[4] xvii duque de Monteleón, príncipe del Sacro Romano Imperio, hijo de Juan Vicente Pignatelli de Aragón y Antentas (1829-1880), príncipe del Sacro Romano Imperio, i marqués de Pignatelli (título carlista, 1868), y de Cristina Padilla Laborde (1830-1901).[4]

1. Casó en Nápoles el 26 de julio de 1928 con Ludovica Pignatelli de Aragón Cortés (Nápoles, 2 de febrero de 1889 - Ginebra, 25 de agosto de 1952), princesa del Sacro Romano Imperio, hija de Diego Pignatelli de Aragón Cortés, príncipe del Sacro Romano Imperio, y de Rosa Fici, de los duques de Amalfi. Sin sucesión.[4] El 9 de octubre de 1968 por convalidación, sucedió en el título:[1]

- Carlos de Llanza y Domecq, xviii duque de Monteleón,[1] xiii marqués de Coscojuela de Fantova, hijo de Carlos de Llanza y Albert, xii marqués de Coscojuela de Fantova, y de Petra Domecq y de la Riva. Por ejecución de sentencia de 6 de septiembre de 1996 sucedió en el título:[1]

- José María Pignatelli de Aragón y Burgos (n. Salamanca, 12 de julio de 1959), xix duque de Monteleón, xxv conde de Fuentes (hasta 2005),[4] sobrino-bisnieto del xvii duque. Hijo de Ángel Antonio Pignatelli de Aragón y Ramos (1925-1985), legitimado por Francisco Franco en 1971, y habilitado por Juan Carlos I de España en 1983 para poder suceder en las mercedes y títulos nobiliarios que por derecho le pudiesen corresponder, y de Isabel Burgos y Guerrero.[4]

1. Casó el 27 de septiembre de 1996 con Ana Alonso de Escamilla (n. 8 de mayo de 1962).[4]